# Маньчжурская кухня

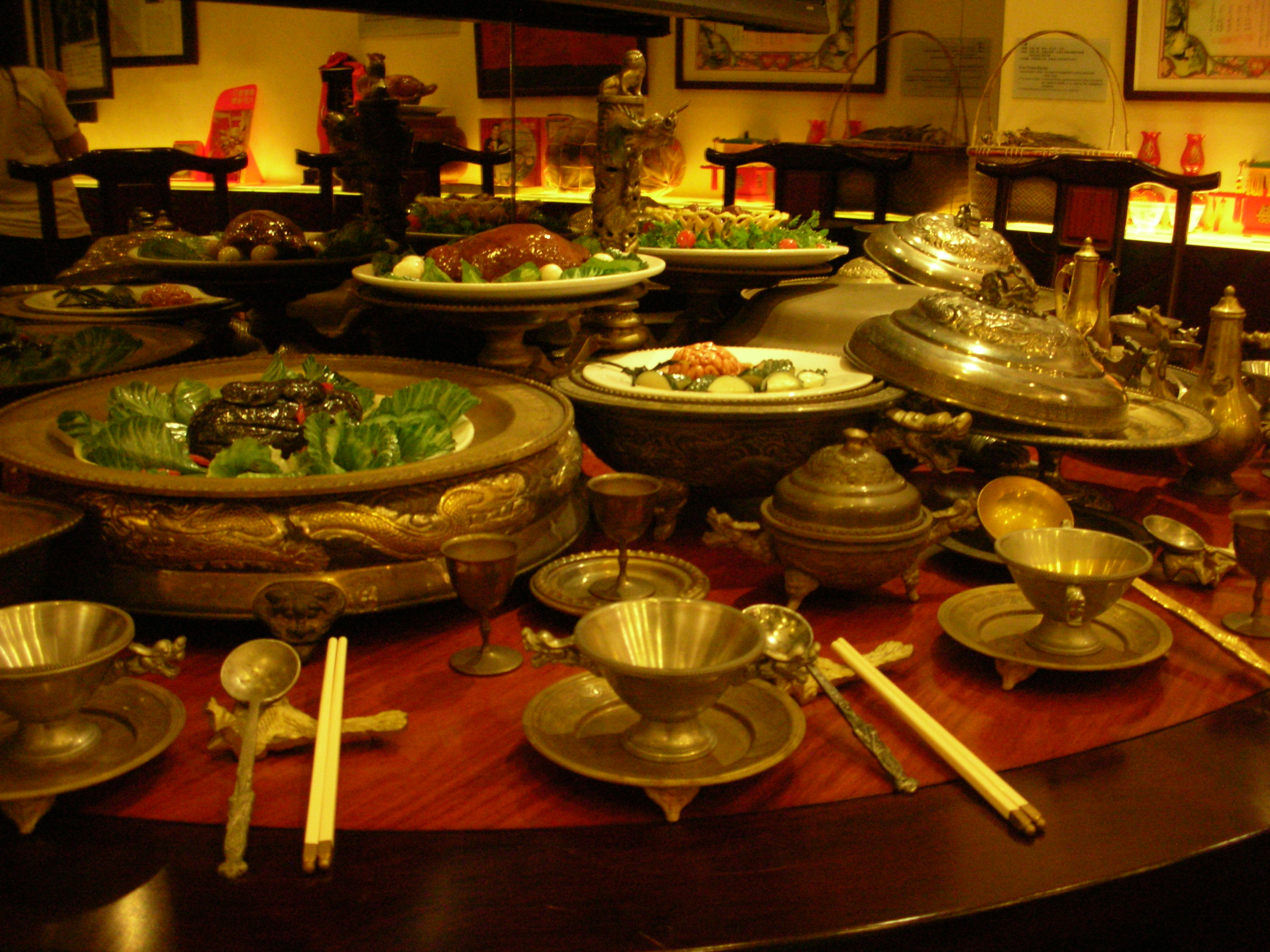
Императорский банкет маньчжурского хана

Маньчжурская кухня — кухня исторического региона Маньчжурия, который в настоящее время охватывает в основном Северо-Восточный Китай и Приамурье. Она использует такие продукты, как пшено, просо, соевые бобы, горох, кукурузу и сорго. Сильно зависит от консервированных продуктов (квашеных, маринованных) из-за суровых зим и жаркого лета на северо-востоке Китая. Маньчжурская кухня также известна грилем, употреблением мяса диких животных, сильными ароматизаторами, приправами, и широким использованием соевого соуса. В маньчжурской кухне больше пшеницы, чем в ханьской кухне.

## История
Предками маньчжуров были народы чжурчжэни и мохэ. Мохэ любили есть свинину, широко практиковали свиноводство, вели в основном оседлый образ жизни, использовали шкуры свиней и собак для шуб. В основном это были фермеры, которые выращивали сою, пшеницу, просо и рис в дополнение к охоте.
В отличие от мохэ, чжурчжэни воспитывали уважение к собакам со времён империи Мин и передали эту традицию своим потомкам маньчжурам. В культуре чжурчжэней было запрещено использовать собачью шкуру и вредить собакам, убивать их или есть их мясо. Чжурчжэни также полагали, что использование корейцами собачьей кожи было «величайшим злом». Употребление корейцами собачьего мяса отличало их от маньчжуров.
Грандиозный императорский банкет, проведённый во времена империи Цин в Китае (1644—1911), включал в себя много известных блюд маньчжурской кухни. Там объединились лучшие блюда кухни маньчжуров, ханьцев, монголов, хуэйцев и тибетцев. Он включал 108 блюд (из которых 54 — северные и 54 — южные), которые ели в течение трех дней. Банкеты маньчжурского дворца были разделены на шесть рангов. Первый, второй и третий готовились для умерших предков императора. Пища четвёртого ранга подавалась императорской семье во время лунного Нового года и других фестивалей. Пятый и шестой подавались во всех других случаях.

## Известные блюда маньчжурской кухни
Типичные маньчжурские блюда включают:
- Маринованные овощи.
- Маньчжурский хого — традиционное блюдо, приготовленное из маринованной китайской капусты, свинины и баранины.
- Варёная свинина с кровяной колбасой (кит. трад. 白肉血腸, упр. 白肉血肠, пиньинь 白肉血腸, палл. báiròu xuěcháng) — суп из свинины с кровяной колбасой и маринованной китайской капустой.
- Суцзые доубао (кит. трад. 蘇子葉豆包, упр. 苏子叶豆包) — паровая булочка, фаршированная подслащенным пюре из фасоли и обернутая листьями буролистки (японский базилик, японский чебрец)[5].
- Сачима[англ.] — популярный десерт из обжаренных во фритюре кусочков теста, похожий на татарский чак-чак.

Другие распространённые блюда: суаньцай байжоу (кислые овощи с варёным мясом), кислый суп с ферментированной кукурузной мукой суань танцзы (кит. трад. 酸湯子, упр. 酸汤子), дисаньсянь (жареные баклажаны, картофель и зелёный перец), маньчжурская колбаса, лудагунь (сладкий ролл, пирожное, приготовленное на пару из бобовой муки или риса) и нюйшэбин (кит. трад. 牛舌餅, упр. 牛舌饼, тип пирога).